# Bisbat de la Transfiguració a Novossibirsk
El bisbat de Trasfiguració a Novossibirsk (rus: Преображенская епархия в Новосибирске, llatí: Dioecesis Neosibiriana Transfigurationis) és una seu de l'Església Catòlica a Rússia, sufragània de l'arquebisbat de la Mare de Déu de Moscou. Al 2017 tenia 518.000 batejats sobre una població de 25.910.000 habitants. Actualment està regida pel bisbe Joseph Werth, S.J.

## Territori
La diòcesi comprèn un territori molt vast comprès a la part occidental de Sibèria.
La seu episcopal és la ciutat de Novossibirsk, on es troba la catedral de La Transfiguració.
El territori s'estén sobre 2.000.000 km², i està dividit en 68 parròquies.

## Història
L'administració apostòlica de Novoribirsk dels Llatins va ser erigida el 13 d'abril de 1991 mitjançant la butlla Iam pridem Decessor del papa Joan Pau II, prenent el territori del bisbat de Vladivostok i de l'arxidiòcesi de Mahiliou (arquebisbat de Minsk-Mahiliou).
El 18 de maig de 1999 cedí una porció del seu territori a benefici de l'administració apostòlica de la Sibèria Oriental (avui bisbat de Sant Josep a Irkutsk), i contextualment assumí el nom d'administració apostòlica de la Sibèria Occidental.
L'11 de febrer de 2002, per efecte de la butlla Animarum bonum del mateix papa Joan Pau II, va ser elevada a diòcesi, assumint el nom actual.
El 27 de juny de 2004 el bisbe Joseph Werth ordenà els dos primers sacerdots autòctons de la diòcesi.
El 20 de desembre de 2004 la Congregació per a les Esglésies Orientals nomenà el bisbe llatí de Novosibirsk com a ordinari pels catòlics de ritu oriental a Rússia.

## Cronologia episcopal
- Joseph Werth, S.J., des del 13 d'abril de 1991

## Estadístiques
A finals del 2017, la diòcesi tenia 518.000 batejats sobre una població de 25.910.000 persones, equivalent al 2,0% del total.
| any  | població  | població   | població | sacerdots | sacerdots       | sacerdots       | sacerdots             | diaques | religiosos | religiosos | parròquies |
| ---- | --------- | ---------- | -------- | --------- | --------------- | --------------- | --------------------- | ------- | ---------- | ---------- | ---------- |
| any  | batejats  | total      | %        | total     | clergat secular | clergat regular | batejats por sacerdot | diaques | homes      | dones      |            |
| 1999 | 1.000.000 | 25.290.000 | 4,0      | 44        | 22              | 22              | 22.727                | 1       | 28         | 61         | 178        |
| 2001 | 1.000.000 | 25.290.000 | 4,0      | 58        | 44              | 14              | 17.241                | 1       | 18         | 76         | 155        |
| 2002 | 500.000   | 25.290.000 | 2,0      | 47        | 28              | 19              | 10.638                | 1       | 23         | 53         | 135        |
| 2003 | 500.000   | 25.290.000 | 2,0      | 49        | 30              | 19              | 10.204                | 2       | 24         | 54         | 199        |
| 2004 | 500.000   | 25.290.000 | 2,0      | 50        | 28              | 22              | 10.000                | 2       | 25         | 82         | 218        |
| 2010 | 500.000   | 25.000.000 | 2,0      | 41        | 21              | 20              | 12.195                | 2       | 22         | 75         | 216        |
| 2014 | 512.000   | 25.600.000 | 2,0      | 38        | 19              | 19              | 13.473                | 1       | 20         | 57         | 70         |
| 2017 | 518.000   | 25.910.000 | 2,0      | 40        | 19              | 21              | 12.950                | 1       | 24         | 63         | 68         |